# Termitorioxa flava
Termitorioxa flava är en tvåvingeart som först beskrevs av Hardy 1986.  Termitorioxa flava ingår i släktet Termitorioxa och familjen borrflugor. Inga underarter finns listade i Catalogue of Life.